# Tapirira guianensis
Espèce
Classification phylogénétique
Statut de conservation UICN

 LC  : Préoccupation mineure
Synonymes
Selon GBIF (10 février 2022) :
- Marupa francoana (Netto) Miers
- Mauria bijuga Marchand
- Mauria subbijuga Mart. ex Benth.
- Odina francoana Netto

Selon Tropicos (10 février 2022) :
- Comocladia tapaculo Kunth
- Joncquetia paniculata Willd.
- Mauria multiflora C. Mart. ex Benth.
- Mauria subbijuga Mart. ex Benth.
- Odina francoana Netto
- Tapirira bijuga Hook. f. ex Marchand
- Tapirira fanshawei Sandwith
- Tapirira guianensis var. cuneata Engl.
- Tapirira guianensis var. elliptica Engl.
- Tapirira myriantha Triana & Planch.
- Tapirira pao-pombo Marchand
- Tapirira pearcei Rusby

Tapirira guianensis est une espèce d'arbres néotropicaux de la famille des Anacardiaceae (famille du manguier). Il s'agit de l'espèce type du genre Tapirira Aubl.

En Guyane, on il est connu sous les noms de Tapirira (Kali'na), Mombin blanc, Mombin faux, Mombin fou, Mombin sauvage, Bois à huile (Créole), Aganiaimaie (Nenge tongo), Tata pilili (Wayãpi), Ara, Ara ahavukuno (Palikur), Pau-pombo,  Tatapiraca (Portugais),. Ses fruits sont appelés Loussé ou Raisin pays.
Au Suriname, on le nomme Doka, Man krappa (Hollandais du Suriname), Witte hoedoe, Anoema latti, Djedoe, Krassi pisie (Sranan tongo), Matta-warie nengé, Djedoe, Matawarie nengidjedoe, Dan lieba, Basa mopé (Saramaka), Warimia, Warimia balli, Dokka (Arawak), Atapiriri, Ata-apiriri, Ann-akara, Dukti, Tamoche-nooitjane-atapiriri, Saprieran, Massé (Karib).
Au Guyana, c'est Broad leaf/Small leaf waramir, Brown/White warimir (Créole), Duka, Waramia (Arawak), Wataparïrï (Caribe).
Au Venezuela, on l'appelle Jobillo, Makarinyek, Maro, Palo de mosquito, Patillo, Tapaculo, Zapacuro (Espagnol), Tamú ñe mën (Panaré)

## Description
Tapirira guianensis est un arbre de taille moyenne, haut de 10-30 m, pour 60 cm de diamètre, et pouvant développer des contreforts.
Son écorce est brune à grise, mince, lisse ou très légèrement fissurée, avec une écorce interne résineuse, brun rosâtre à brun rougeâtre.
Ses rameaux cylindriques, sont grisâtres, avec des lenticelles et des touffes terminales de panicules et de feuilles. 
Son bois est léger (densité : 0,44 à 0,56), rosé, lustré, souvent ponctué d'exsudations des canaux à résine. Il ressemble beaucoup à celui du genre Tetragastris (Burseraceae),.
Ses feuilles composées imparipennées (parfois paripennées) à (0)2-5(7) paires de folioles, et longues de 10-46 cm, sont extrêmement variables.
Le pétiole est cylindrique, souvent aplati ou subcanaliculé dans la partie apicale, brunâtre, pubérulent quand il est jeune, glabrescent.
L'espace entre les folioles est de 1,5-7 cm.
Les pétiolules sont courts (sauf le terminal plus long), mesurant 0,25-10 mm de long, généralement pubérulents lorsqu'ils sont jeunes, sillonnés, sub-opposés.
Les folioles sont membraneuses, cartacés à subcoriaces, glabres ou un peu pubérulentes en dessous le long des nervures médiane (poils uniquement apprimés), généralement glabres adaxialement, de taille et de forme très variables (obovales, oblongues ou lancéolées), à marges entières, à base cunéiforme, et à apex obtus ou légèrement cuspidé ou acuminé, et longues de 5 à 20 cm, pour 1,5 à 8 cm de large (la foliole terminale est généralement plus grande que les autres).
La nervure médiane est proéminente sur les deux faces, glabre sur la face supérieure.
Les nervures secondaires sont plus ou moins proéminentes et bien visibles en dessous, à peine proéminentes mais clairement visibles sur la face adaxiale, et reliées en arc de cercle vers la marge.
Les inflorescences sont des panicules axillaires, généralement ramifiés deux fois, avec les rameaux tertiaires courts, tronqués, qui portent les petites fleurs jaunes.
Les inflorescences mâles sont à peu près aussi longues que les feuilles, tandis que les hermaphrodites sont beaucoup plus courtes, puis s'élargissent lorsque les fruits mûrissent.
Les bractées sont pubérulentes, de forme ovale à subaiguë. 
Les pédicelles sont pubérulents, longs de 1-2 mm (plus court dans les panicules hermaphrodites) avec 2 bractéoles minuscules, pubérulentes, et de forme elliptiques.
Le calice comporte 5 lobes persistants, imbriqués, reliés à la base, largement triangulaires-ovales, à sommet arrondi et à marge membraneuse, longs d'environ 0,5 mm.
Les pétales sont blanc jaunâtre, imbriqués (ceux postérieurs réfléchis chez les fleurs mâles), glabres, de forme elliptiques, obtus ou pointus, et longs de 2 mm pour 1 mm de large.
On compte (8-)10 étamines, plus longues que les pétales, réfléchies, insérées sous le disque, avec des filets linéaires longs de 1-2 mm (plus courts pour les fleurs hermaphrodites) et des anthères ellipsoïdes, versatiles, latéralement déhiscentes.
Le disque cupuliforme à 10 créneaux, est réduit dans les fleurs hermaphrodites. 
L'ovaire est réduit à seulement 3-5 styles poilus plus ou moins libres dans les fleurs mâles.
Ils sont de forme obovoïdes, peu pubérulents, plus longs que les pétales, avec 4-5 styles courts disposés symétriquement pour les hermaphrodites. 
Le fruit est une drupe violet foncé à noire, comestible à maturité (mais peu consommée par l'homme), de forme ovoïde, ellipsoïde à obliquement obovale, portant des restes de styles, et mesurant 0,8–1,8 × 0,5–1,2 cm. 
L'exocarpe est fin, charnu, comestible, et l'endocarpe fin, ligneux.
La graine pend au bout d'un funicule apical,,.
Cette espèce varie considérablement dans le port et la morphologie des feuilles, raison pour laquelle les populations distinguent au moins deux types.

## Répartition
Tapirira guianensis est présent du Costa Rica, au Paraguay, en passant par le Panama, la Colombie, Trinidad, le Venezuela, le Guyana, le Suriname, la Guyane, le Équateur, le Pérou, le Brésil, et la Bolivie.

## Écologie

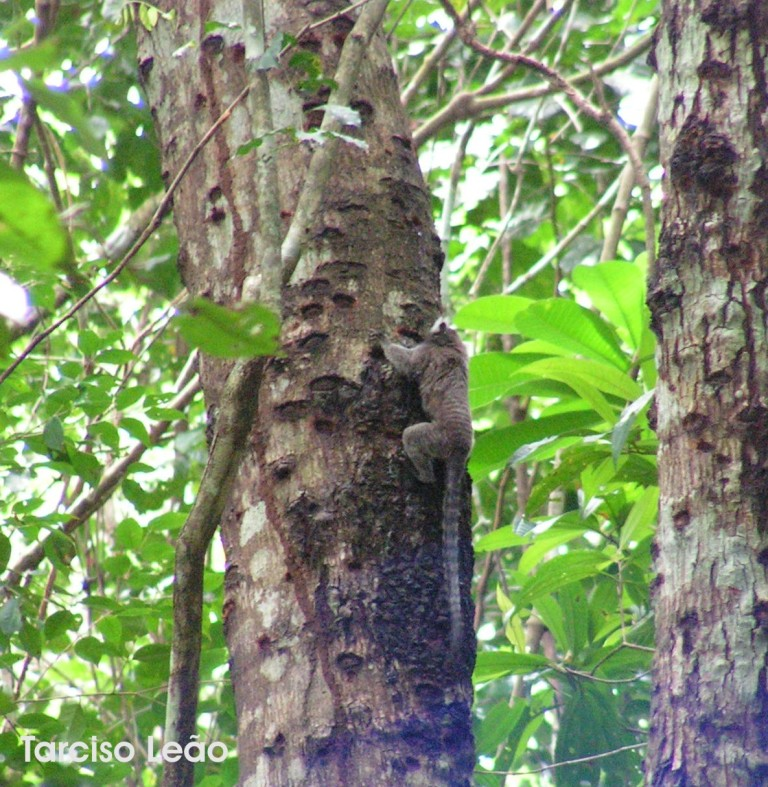
Ouistiti commun sur un tronc de Tapirira guianensis (cupiúba, pau-pombo)

Tapirira guianensis est un arbre de taille moyenne, poussant communément dans les forêts secondaires ou anciennes dégradée. Au Venezuela, on le trouve partout (forêts de plaine, forêts de montagne, forêts-galeries semi-décidues, sempervirentes, savanes) à l'exception des hautes montagnes et des régions arides, autour de 0–1 200 m d'altitude. Il fleurit en Guyane en novembre.
Tapirira guianensis est la principale plante hôte de la chenille du papillon Lonomia achelous Cramer. Cette chenille grégaire est venimeuse : elle injecte son venin par ses épines et peut provoquer d'importantes hémorragies potentillement mortelles.
Divers aspects de Tapirira guianensis ont été étudiés :
- la structure de son charbon de bois[12],
- la biologie de sa reproduction comme espèce dioïque[13],
- les étapes du développement de ses fleurs[14], l'ontogénèse de ses fruits[15], la biologie évolutive de ses organes floraux[16],
- la structure de son fruit et de sa graine[17],
- ses relations avec l'hémiparasite Phoradendron perrottettii[18] (et les conséquences sur sa chimie[19]), et les endophytes fongiques Pseudocercospora sp., Phomopsis sp., Lecanicillium psalliotae dans les feuilles, et Stagonospora sp., Phomopsis sp. dans les tiges[20],
- l'influence du parasitisme de Photadendron crassifolium sur l'embolie de ses vaisceaux conducteurs[21]
- l'influence de la luminosité sur sa croissance[22],

les effets de la fragmentation forestière sur la génétique de ses populations,
- les effets de la teneur d'Aluminium dans le sol sur son développement (Tapirira guianensis est hautement tolérant à l'Aluminium  grâce à l'émission de substances organiques aux propriétés chélatrices, qui modifient sa toxicité dans le milieu)[24],
- sa culture in vitro[25],
- les effets du séchage des graines sur leur pouvoir germinatif[26],
- etc.

## Usage
Tapirira guianensis est connu de toutes les populations pour ses fruits comestibles et sucrés, principalement consommés par les enfants. 
En Guyane, son écorce sert à confectionner un remède Wayãpi contre le muguet des enfants : la sève des fins copeaux d'écorce interne est appliquée dans la bouche des enfants.
Chez les populations amérindiennes du Guyana, l'écorce interne visqueuse est grattée et appliquée sur les plaies et les coupures pour désinfecter et arrêter le saignement. L'écorce est parfois mélangée à un cataplasme de tige de bananier noir (Musa sp.) dans le même but. Les plaies sont lavées avec une décoction d'écorce interne. À Barama, les jeunes troncs droits sont utilisés comme poutres de maison et comme poteaux verticaux pour tisser des hamacs. Le bois est généralement utilisé comme bois de chauffe.
Les fruits renferment des dérivés d'hydroquinone et des cyclohexanones cytotoxiques.
Tapirira guianensis est une plante mellifère importante en Amazonie.
On peut facilement travailler et polir le bois de Tapirira guianensis. On l'utilise localement pour fabriquer des planches, planchers et des murs, mais il faut absolument le traiter pour tout usage car il est périssable (il se décompose rapidement au soleil et à la pluie). On peut aussi le dérouler. Il pourrait être employé pour la pâte à papier.
L'extrait de ses feuilles présente des propriétés vasodilatrice et antioxydantes,
inhibiteurs des gélatinases,
et contient des Polyphénols aux propriétés antioxydantes,
et des flavonoïdes aux effets vasodilatateurs et inhibiteurs de la myéloperoxydase.
L'extrait d'écorce contient des polyols alkyliques cycliques, qui présentent des propriétés anti-leishmaniennes, anti-plasmodiale, antibactérienne (sur Staphylococcus aureus, S. epidermidis et Escherichia coli) et antifongique (Candida albicans) :
4,6,2′-trihydroxy-6-[10′(Z)-heptadécényl]-1-cyclohexène-2-one ;
1,4,6-trihydroxy-1,2′-époxy-6-[10′(Z)-heptadécényl]-2-cyclohexène ;
1,4,5,2′-tétrahydroxy-1-[ 10′(Z)-heptadécényl]-2-cyclohexène ;
1,3,4,6-tétrahydroxy-1,2′-époxy-6-[10′(Z)-heptadécényl]-cyclohexane.
Les extraits de fleurs et de graines de Tapirira guianensis contienent notamment des quercetines et de l'acide gallique qui présentent une activité cytotoxique.
L'extrait de Tapirira guianensis inhibe la prolifération des cellules tumorales de cancer de la bouche.

## Chimie
La composition de son huile essentielle a été analysée : elle varie selon son origine.
On a trouvé des terpènes notamment flavonoïdes et norisoprénoïdes dans les feuilles de Tapirira guianensis
Dans son écorce, on a isolé des beta-sitostérol : 3beta-O-beta-D-glucopyranosyl-sitosterol, sitostenone, et stigmast-4-en-6beta-ol-3-one.

## Protologue

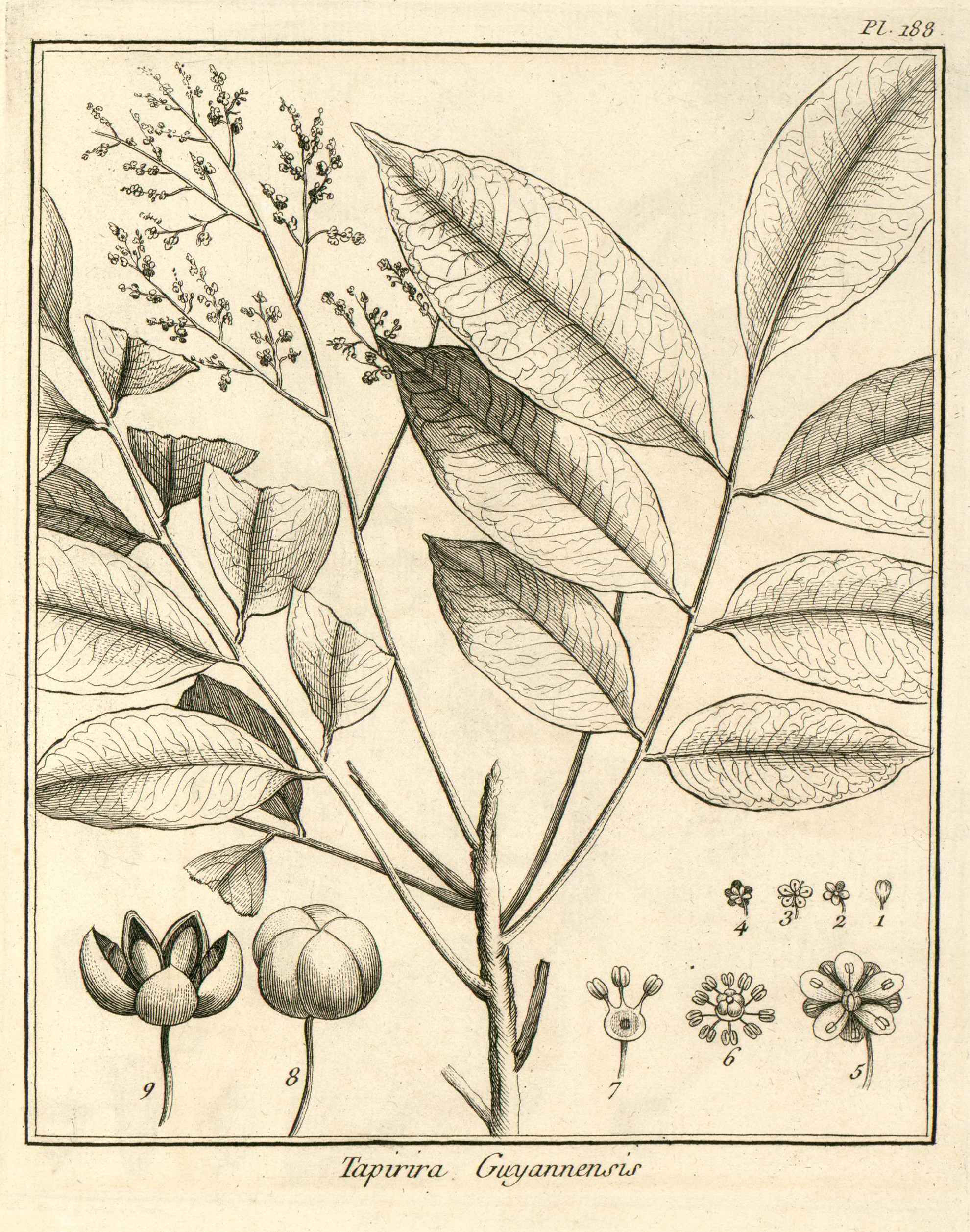
Tapirira guianensis d'après Aublet, 1775
1. Bouton de fleur. - 2. Calice. Ovaire. - 3. Fleur épanouie. - 4. Fleur vue en deſſous.
Figures grandies. - 5. Fleur épanouie. - 6. Diſque. Ovaire. Étamines. - 7. Diſque. Étamines. - 8. Capſule. - 9. Capſule ouverte. Semences.

En 1775, le botaniste Aublet propose le protologue suivant : 

« TAPIRIRA Guianenſis.  (Tabula 188.)

Arbor trunco quinquaginta-pedali ; ramos plures, in ſummitate emittens, hínc & indè ſparſos, centrales erectos. Folia alterna, imparipinnata, foliolis ſuboppoſitis tribus, quatuor aut quinque, utrinque coſtæ adnexis, inferioribus minoribus, omnibus ovato-oblongis, acuminatis, integerrimis, glabris. Flores paniculati, axillares & terminales.

Florebat Novembri ; fructum ferebat Aprili.

Habitat in ſylvis Sinemarienſibus, & territorii & Caux.

Nomen Caribæum TAPIRIRI.

LE TAPIRIER de la Guiane.
Cet arbre eſt très grand. Son tronc s'élève à quarante ou cinquante pieds, ſur deux ou trois pieds de diamètre. Son écorce eſt liſſe & rouſſâtre. Son bois eſt blanc, peu compacte. Il pouſſe à ſon ſommet un grand nombre de branches rameuſes ; celles du centre ſont droites, les autres ſont horiſontales, & ſe répandent en tous ſens. Les rameaux ſont chargés de feuilles alternes, à deux rangs & folioles oppoſées, & quelquefois ces folioles ne ſe trouvent pas préciſement l'une vis-a-vis de l'autre. Les deux rangs ſont terminés par une impaire. Le nombre de chaque rang varie, tantôt il eſt de quatre, tantôt de cinq. Ces folioles ſont vertes, liſſes, minces, entières, ovales, terminées par une longue pointe. Les plus grandes out ſix pouces de longueur, ſur deux & demi de largeur. Les inférieures de chaque rangée ſont plus petites que celles qui ſont au deſſus, & ainſi de ſuite. elles ſont portées ſur une côte preſque cylindrique, longue de huit à neuf pouces, groſſe & charnue à ſa baſe.

Les fleurs naiſſent à l'aiſſelle des feuilles, & à l'extrémité des rameaux ſur de grandes & amples panicules éparſes. Les fleurs ſont très petites, & en grand nombre ſur les rameaux de la panicule.

Le calice eſt diviſé en cinq parties arrondies qui tombent.

La corolle eſt à cinq pétales blancs, concaves, places entre les pièces du calice autour d'un diſque.

Les étamines, au nombre de dix, ſont rangées ſur le bord du diſque. Leur filet eſt court. L'anthère eſt à deux bourſes ſéparées par un ſillon ; elles s'ouvrent chacune en deux valves.

Le piſtil eſt un ovaire arrondi, terminé par cinq stigmates ; il eſt place dans le centre d'un diſque vert.

L'ovaire devient une capsule ſèche, rouſſâtre. Elle s'ouvre en cinq valves, a chacune deſquelles eſt attachée une graine ovoïde, couverte d'une membrane ſous laquelle eſt une amande à deux cotylédons verts.

On s'eſt contente de groſſir les parties de la fleur, pour en faire mieux connoitre la ſtructure.

Cet arbre eſt nommé TAPIRIRI par les Galibis. Il croît dans les forêts que l'on traverſe en venant de la crique des Galibis à la rivière de Sinémari, au deſſus de ſon premier ſault.

Il étoit en fleur dans le mois de Novembre.

Je l'ai obſervé en fruit au mois d'Avril dans les bois d'Orapu qu'on traverſe pour aller à Caux. »

— Fusée-Aublet, 1775.

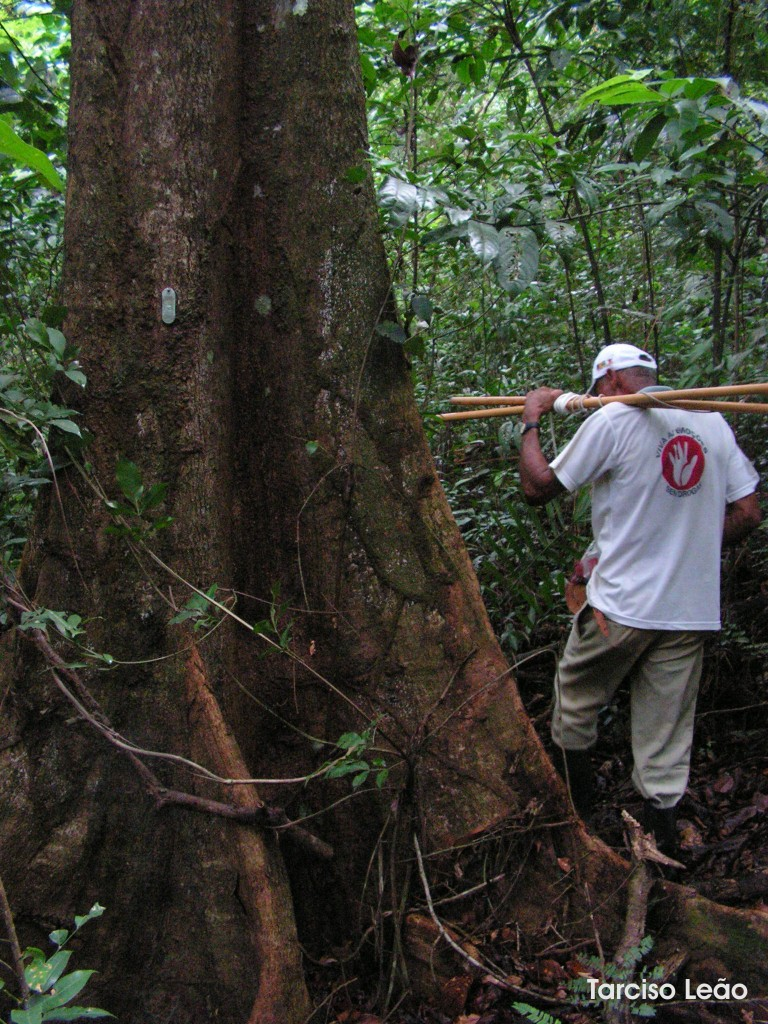
Contreforts de Tapirira guianensis
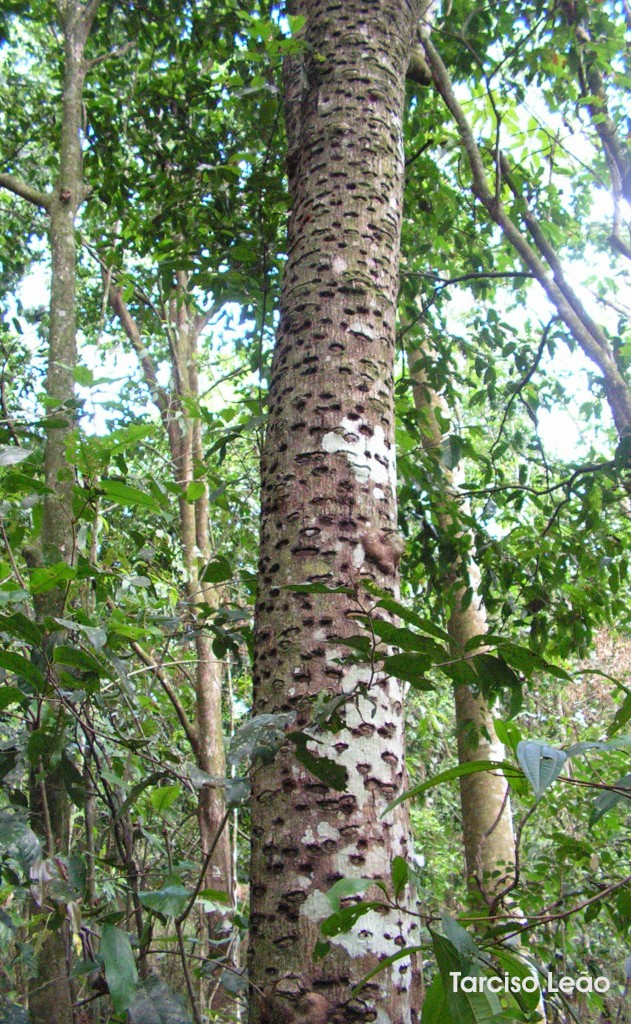
Tronc de Tapirira guianensis
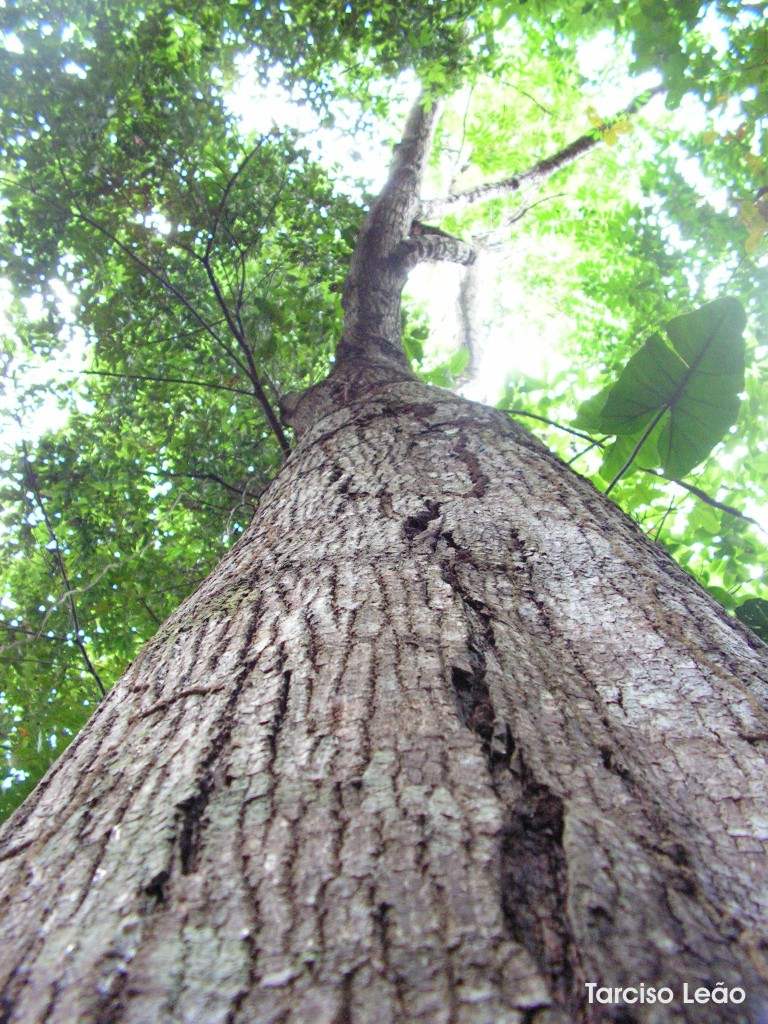
Tronc et écorce de Tapirira guianensis
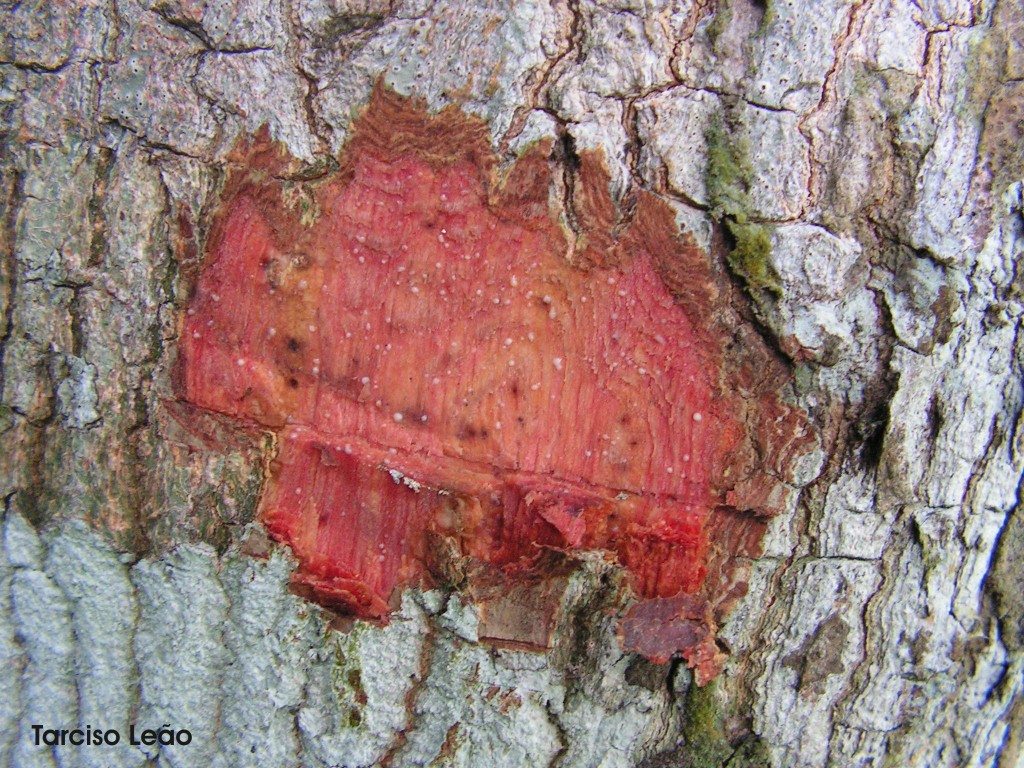
Flachis de Tapirira guianensis
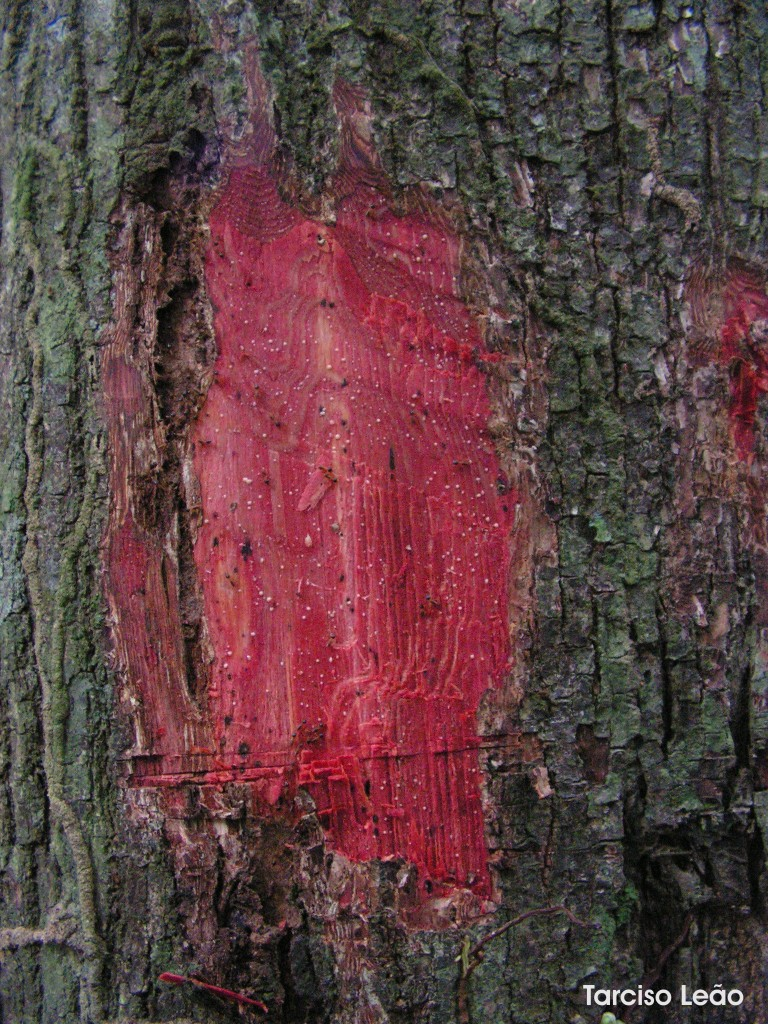
Flachis de Tapirira guianensis
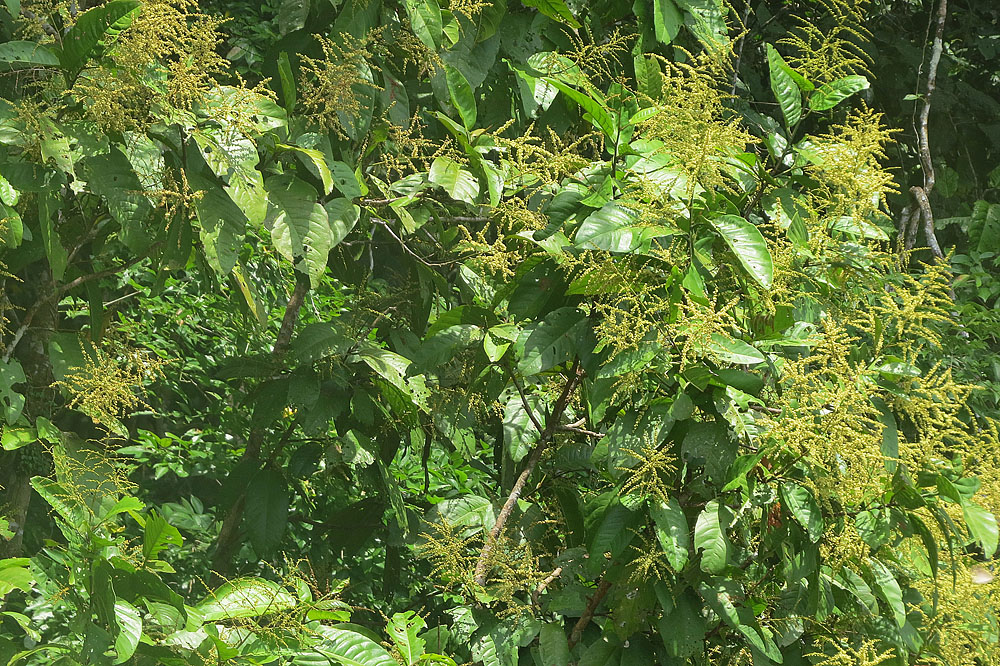
Houppier fleuri de Tapirira guianensis (Jobo Liso), sur une banc de l'Amazone  en Colombie
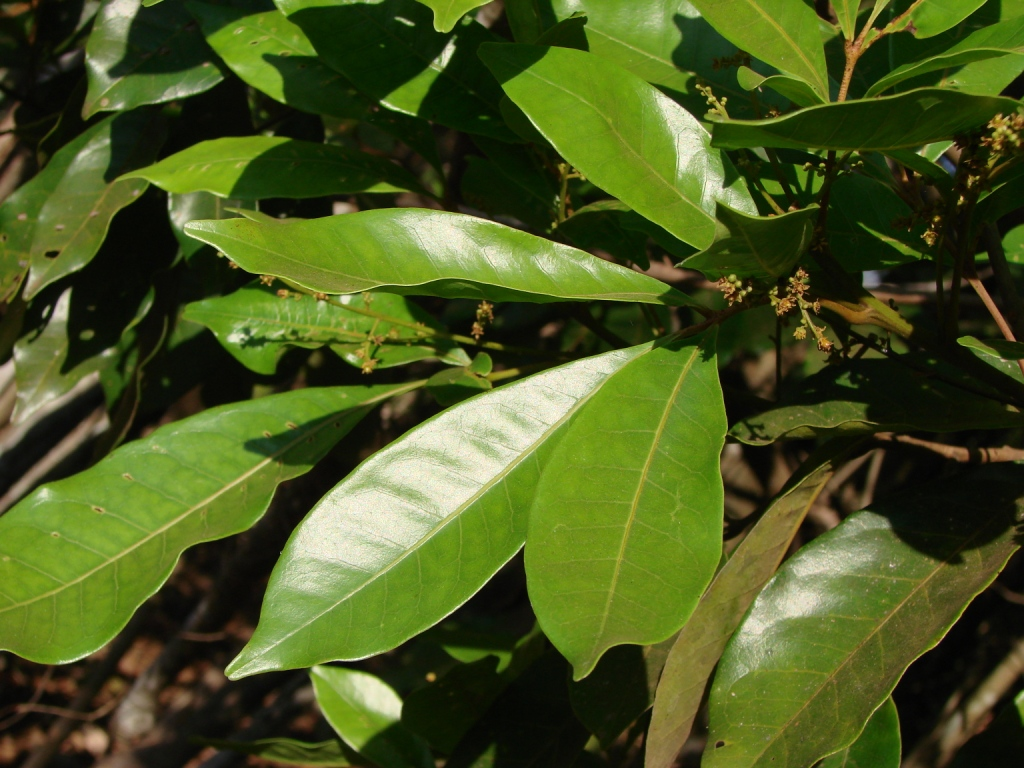
Feuillage de Tapirira guianensis
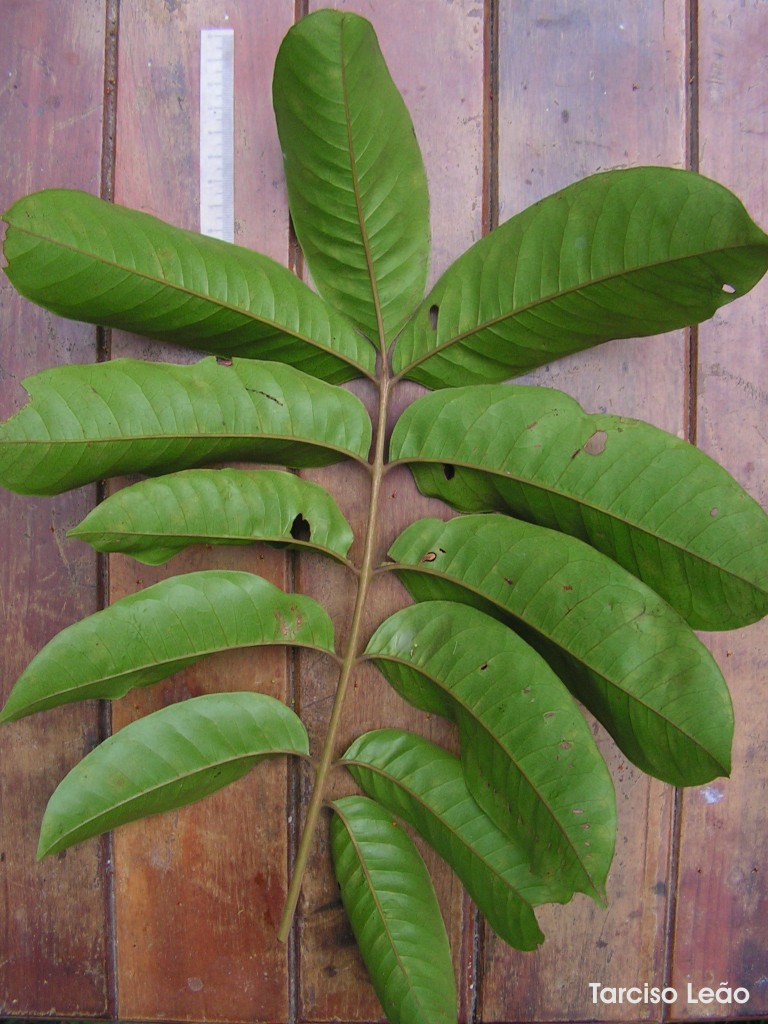
Feuille de Tapirira guianensis (face inférieure)
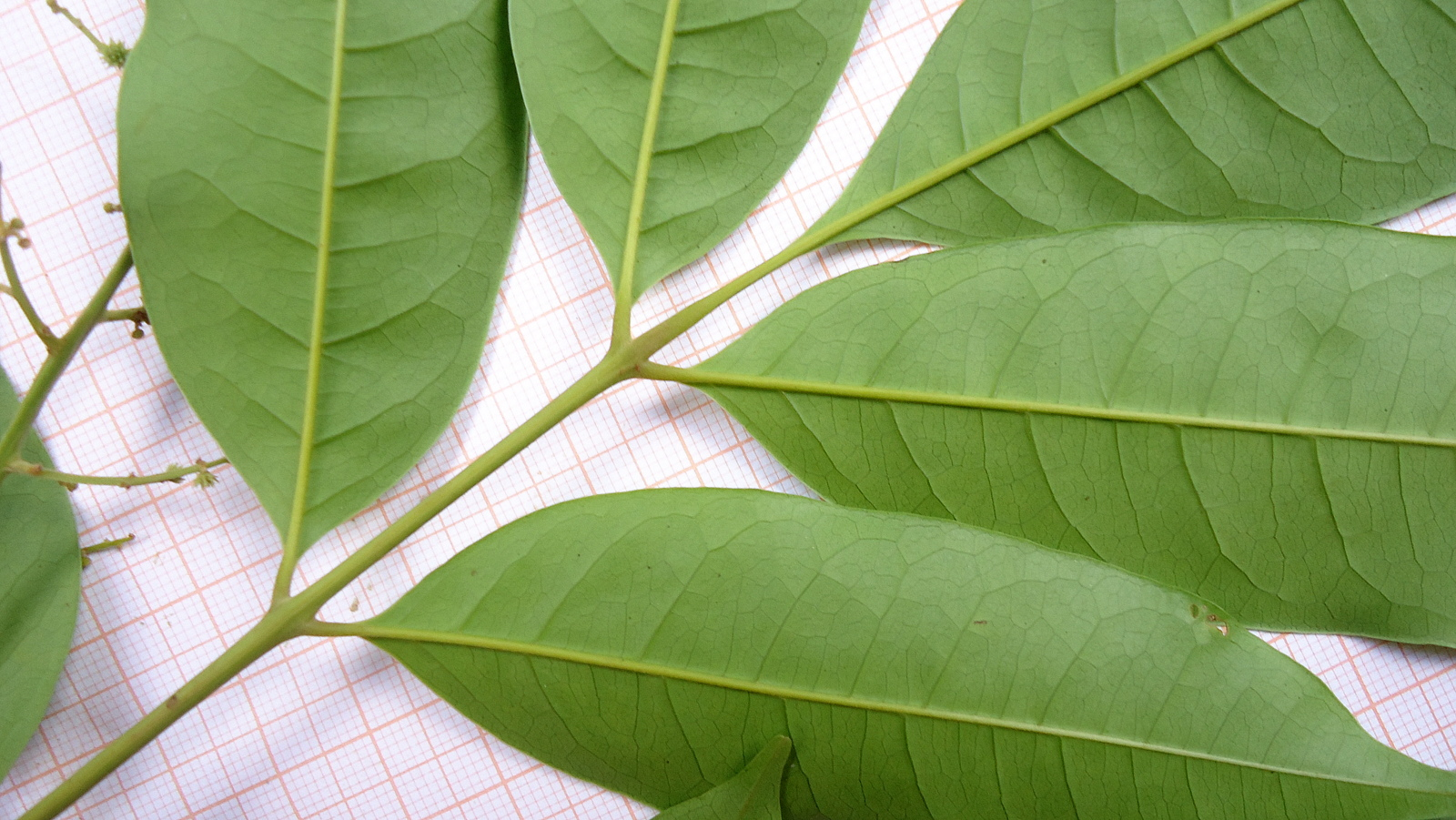
Détail de feuille de Tapirira guianensis (face inférieure)
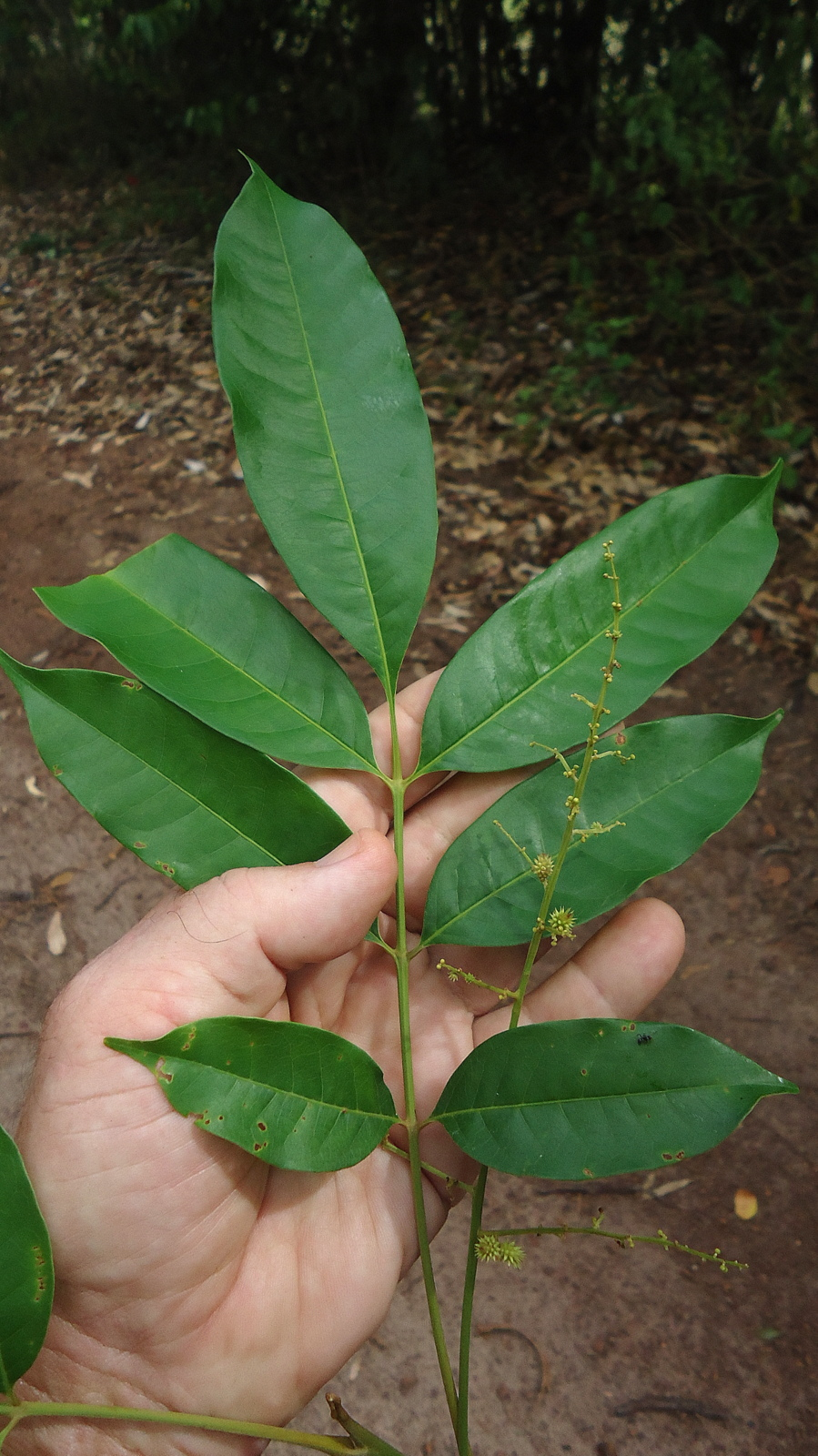
Feuille et inflorescence de Tapirira guianensis (Bahia, Brésil)
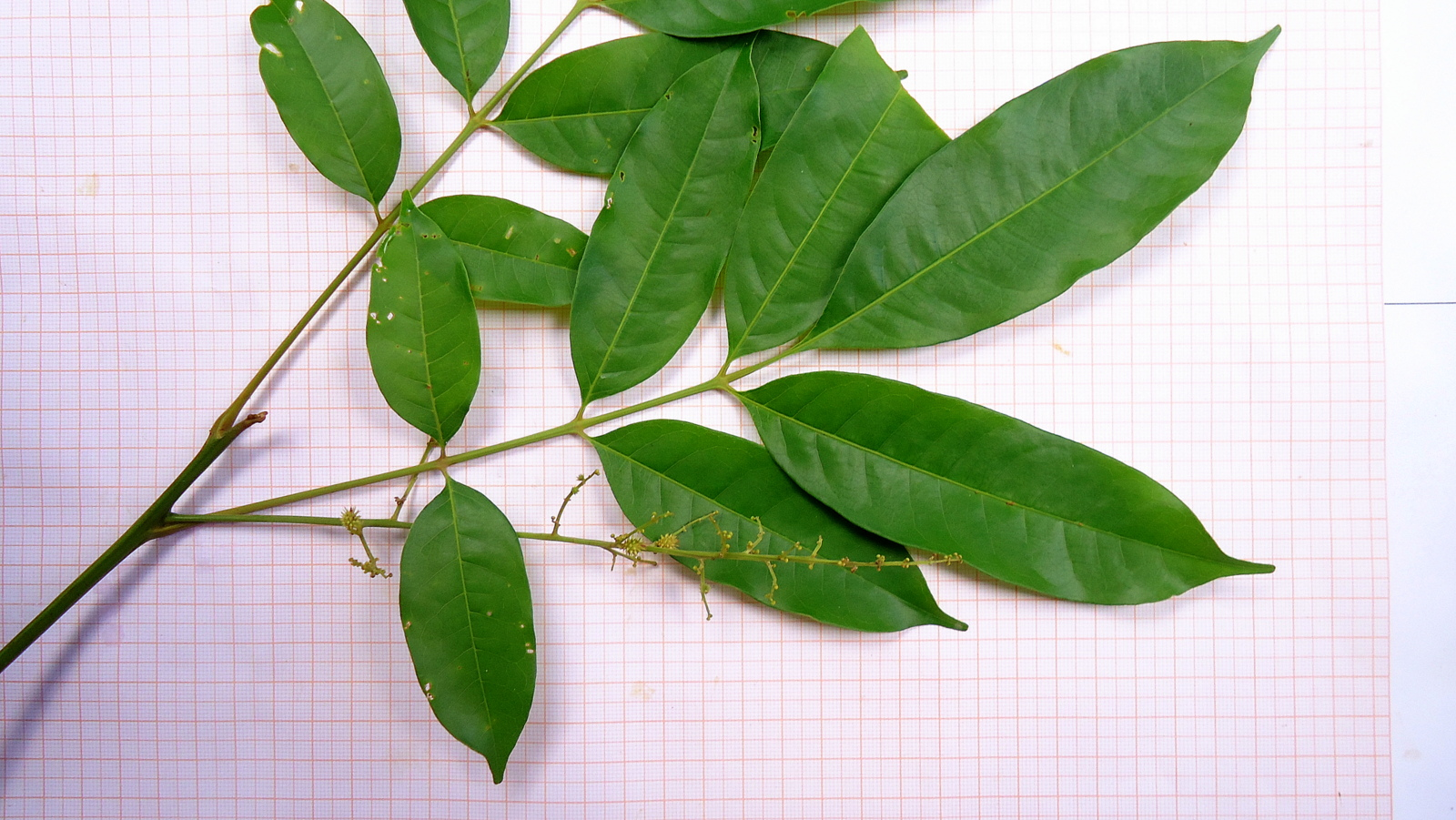
Feuille et inflorescence de Tapirira guianensis
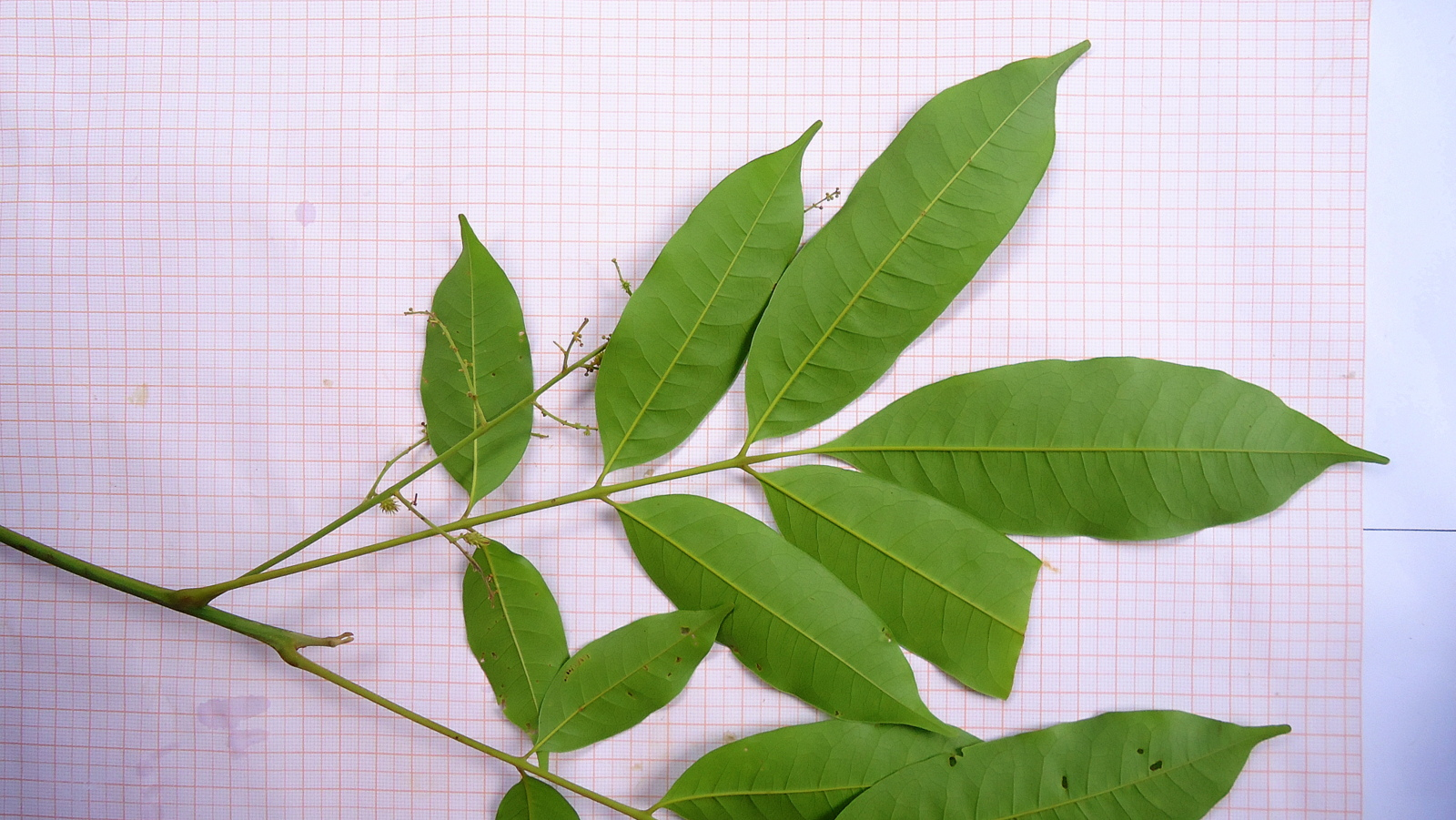
Feuille et inflorescence de Tapirira guianensis
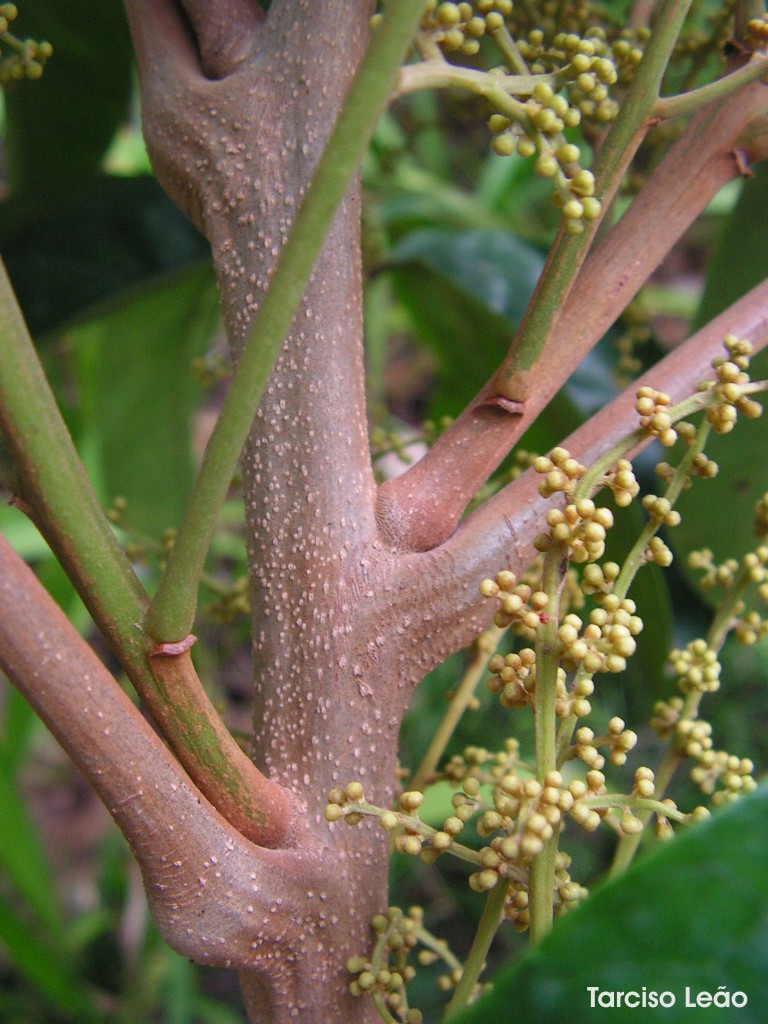
Jeune inflorescence de Tapirira guianensis
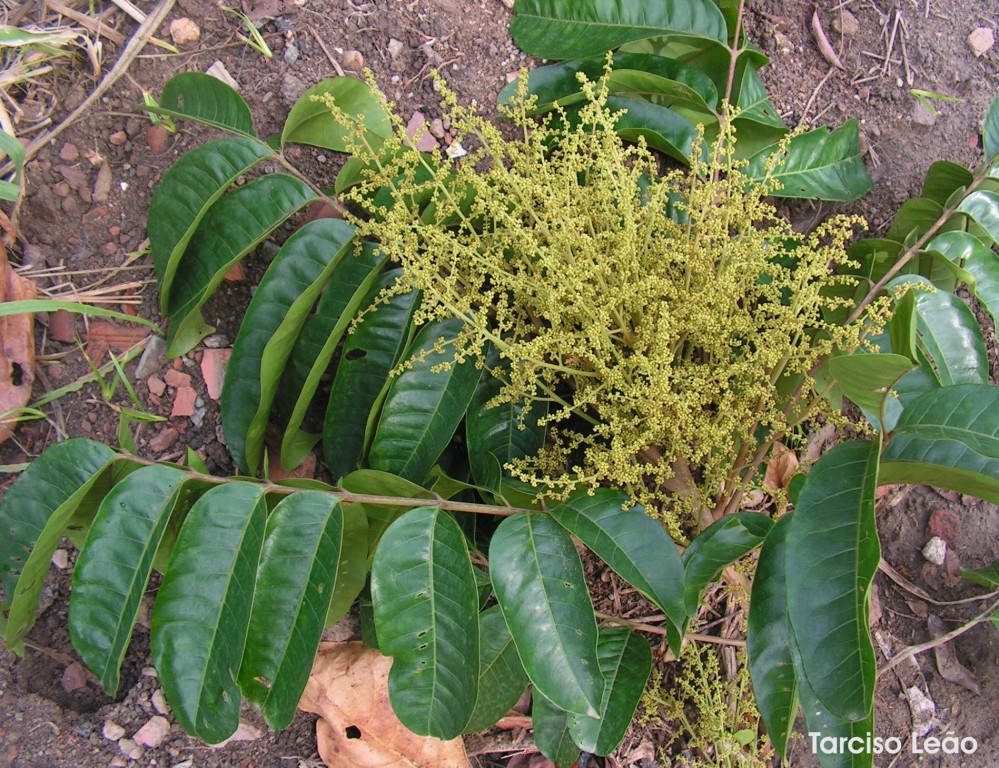
Inflorescence de Tapirira guianensis
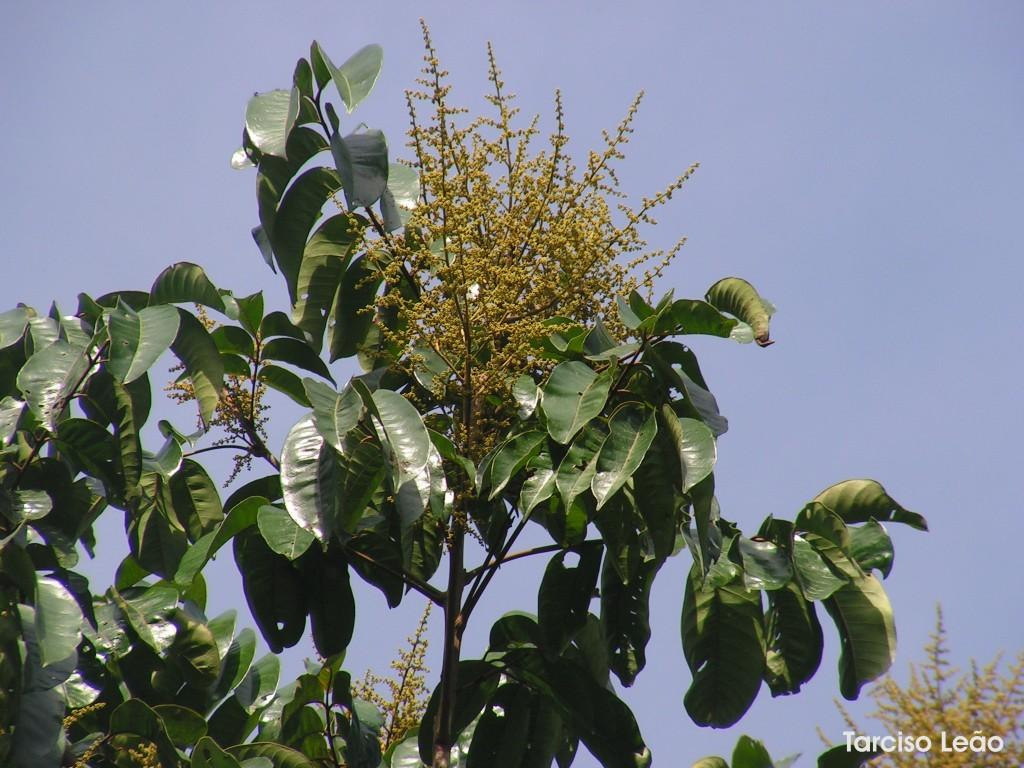
Inflorescence de Tapirira guianensis
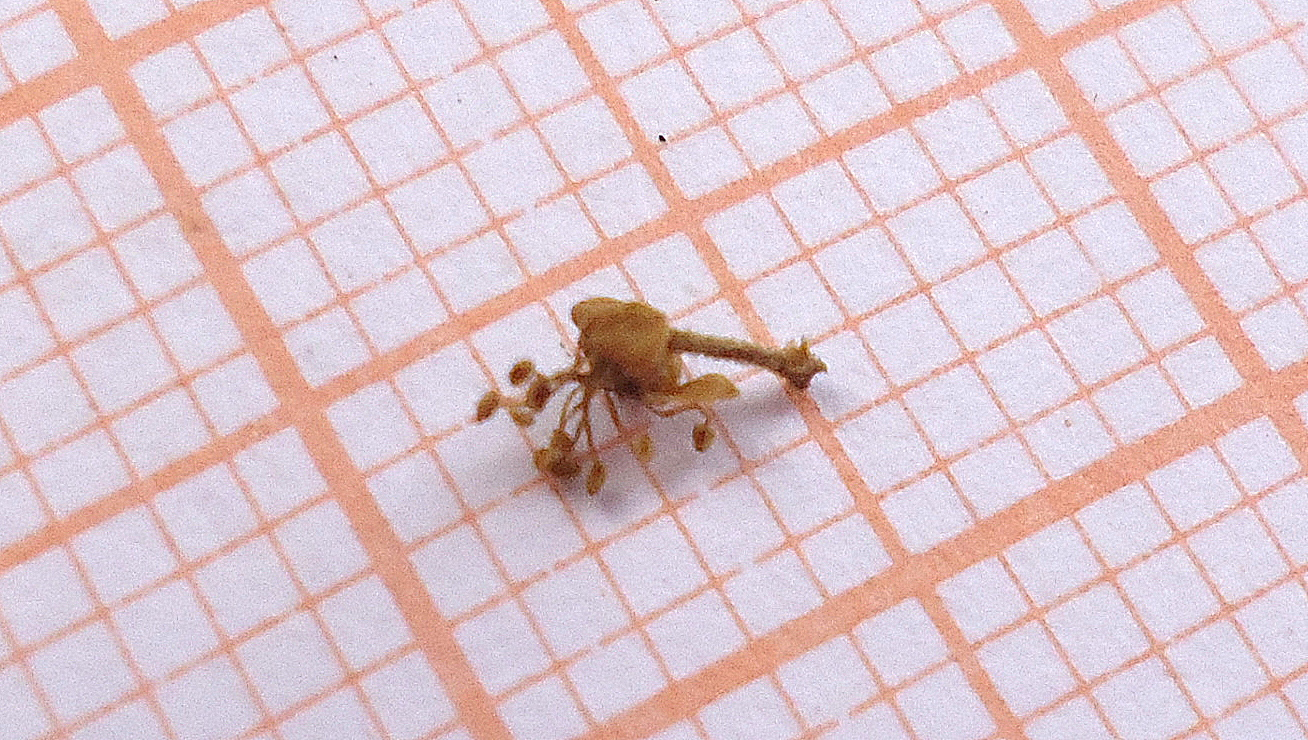
Fleur de Tapirira guianensis (détail)
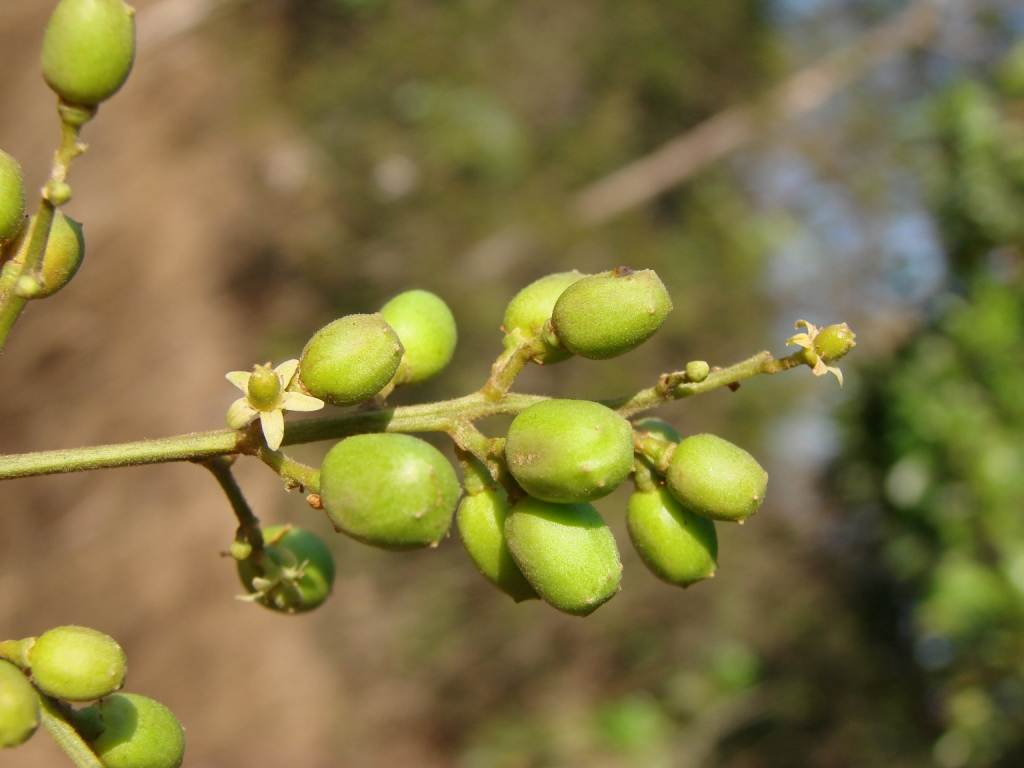
Fleurs et jeunes fruits de Tapirira guianensis
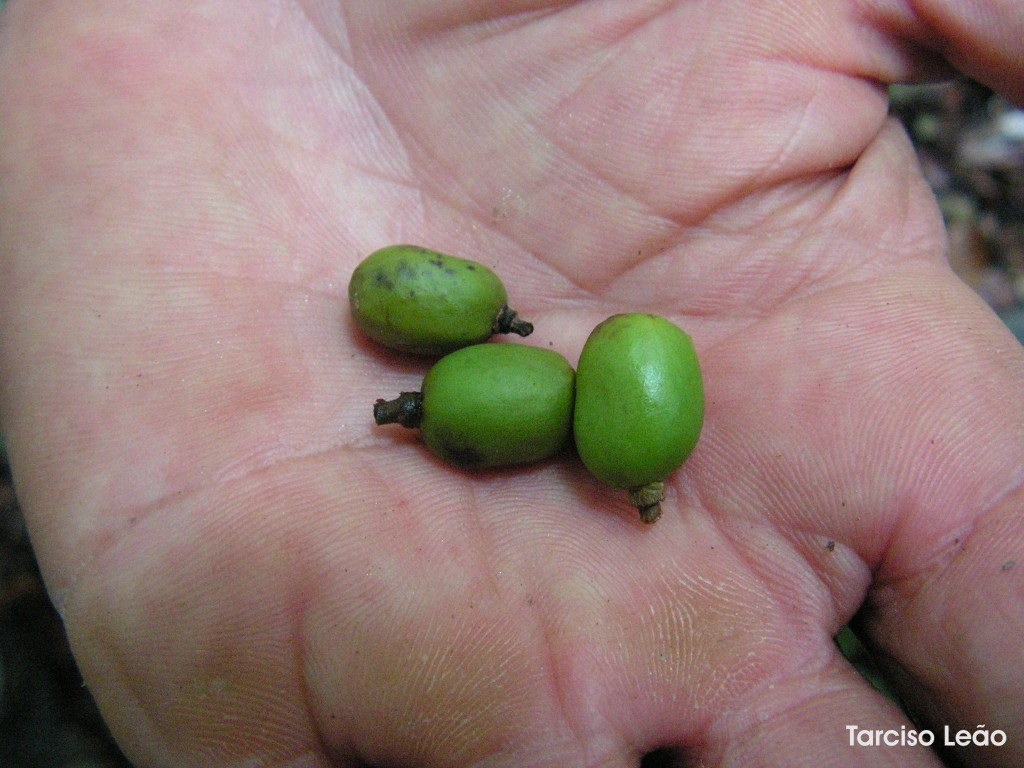
Fruits immatures de Tapirira guianensis
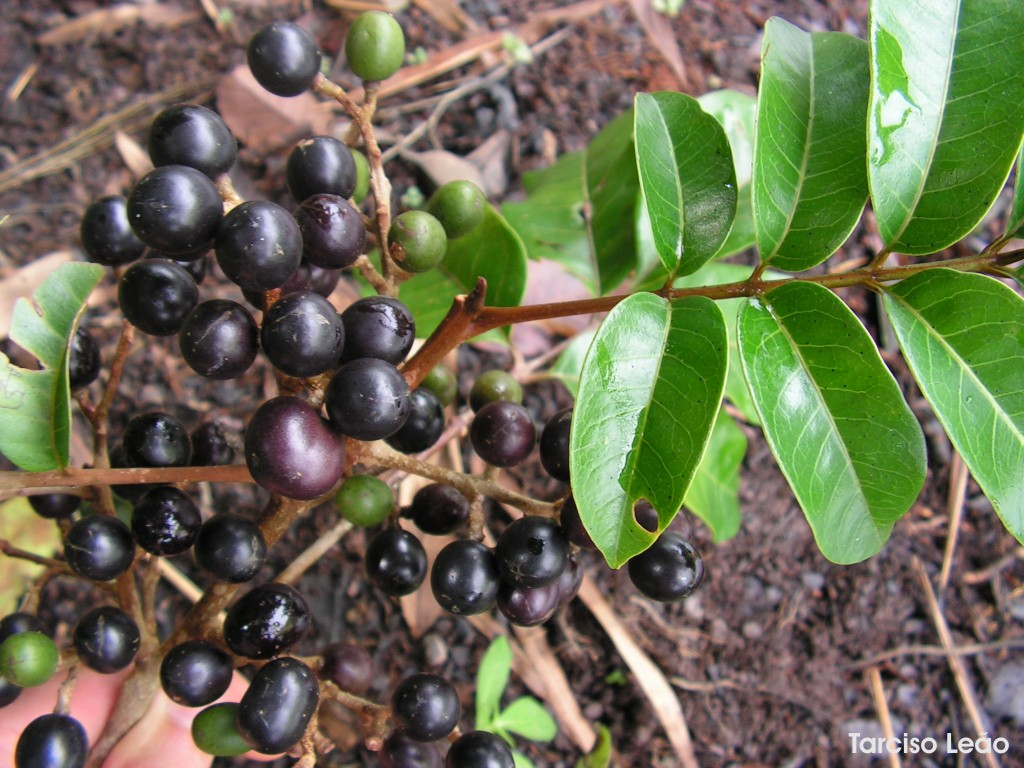
Infrutescence de Tapirira guianensis
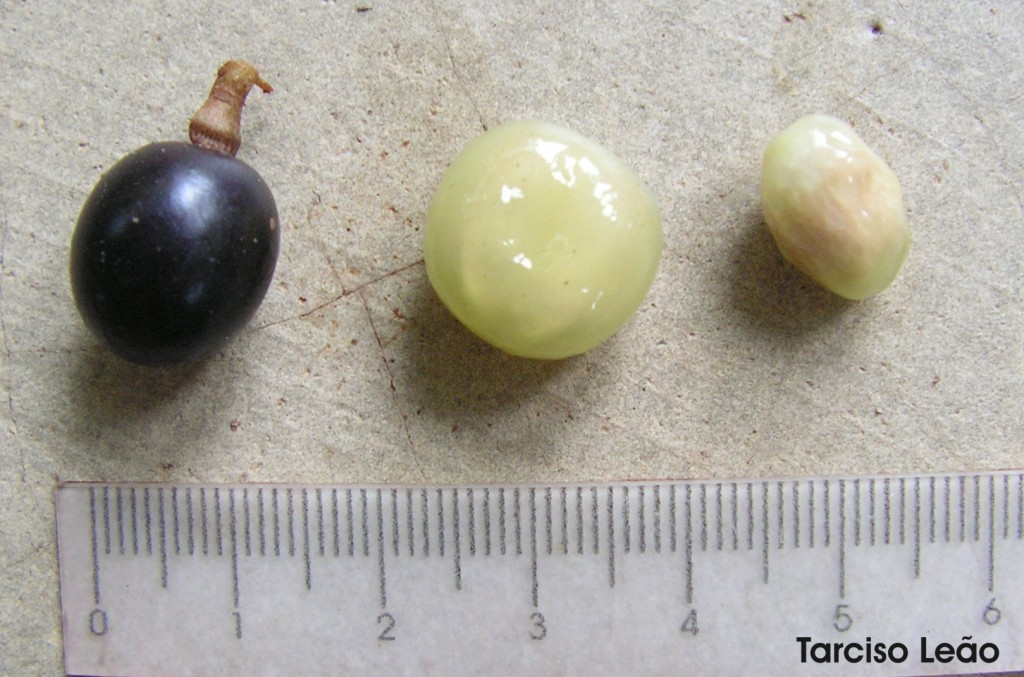
Fruit, chair et graine de Tapirira guianensis
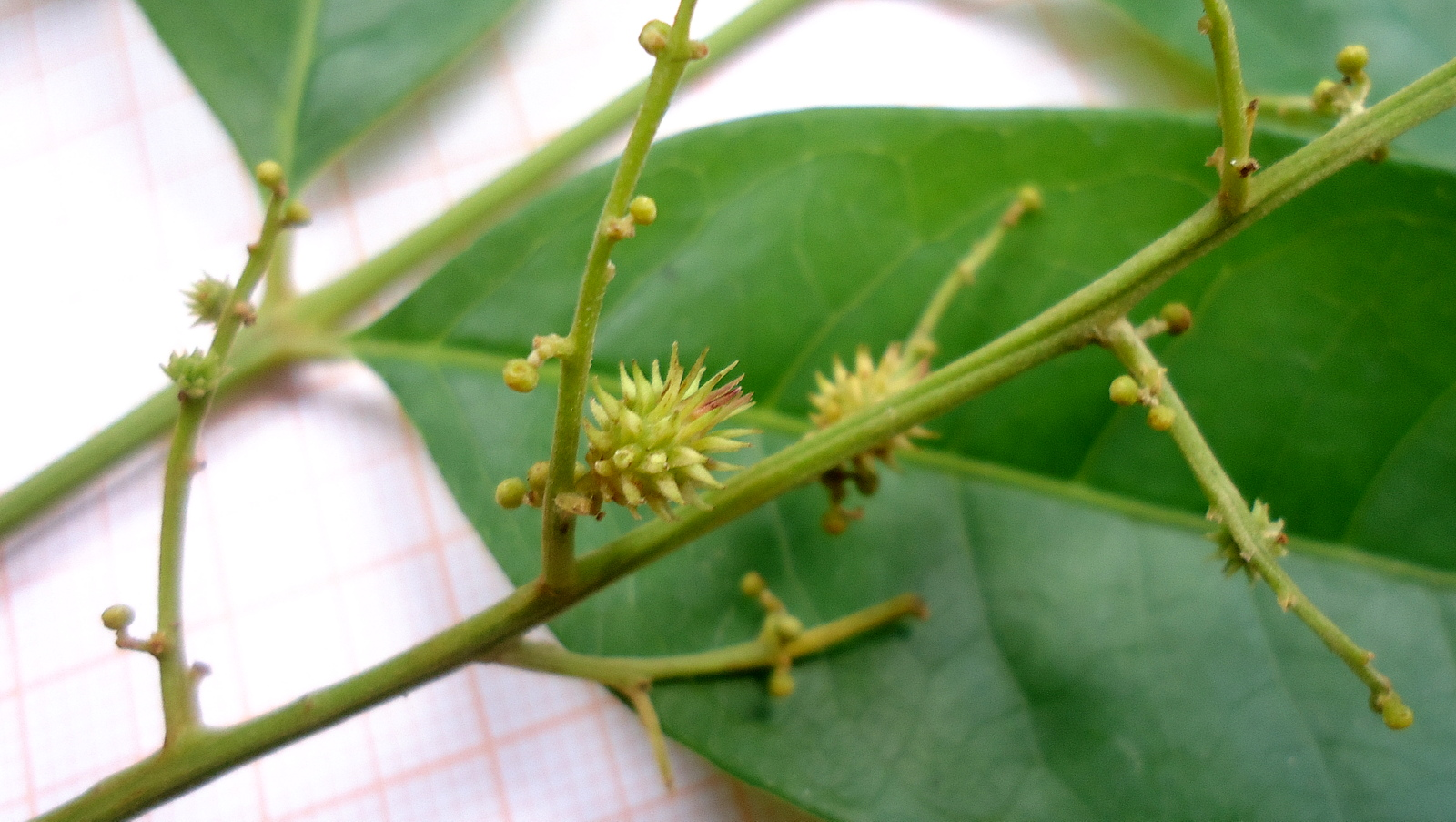
Galles sur Tapirira guianensis
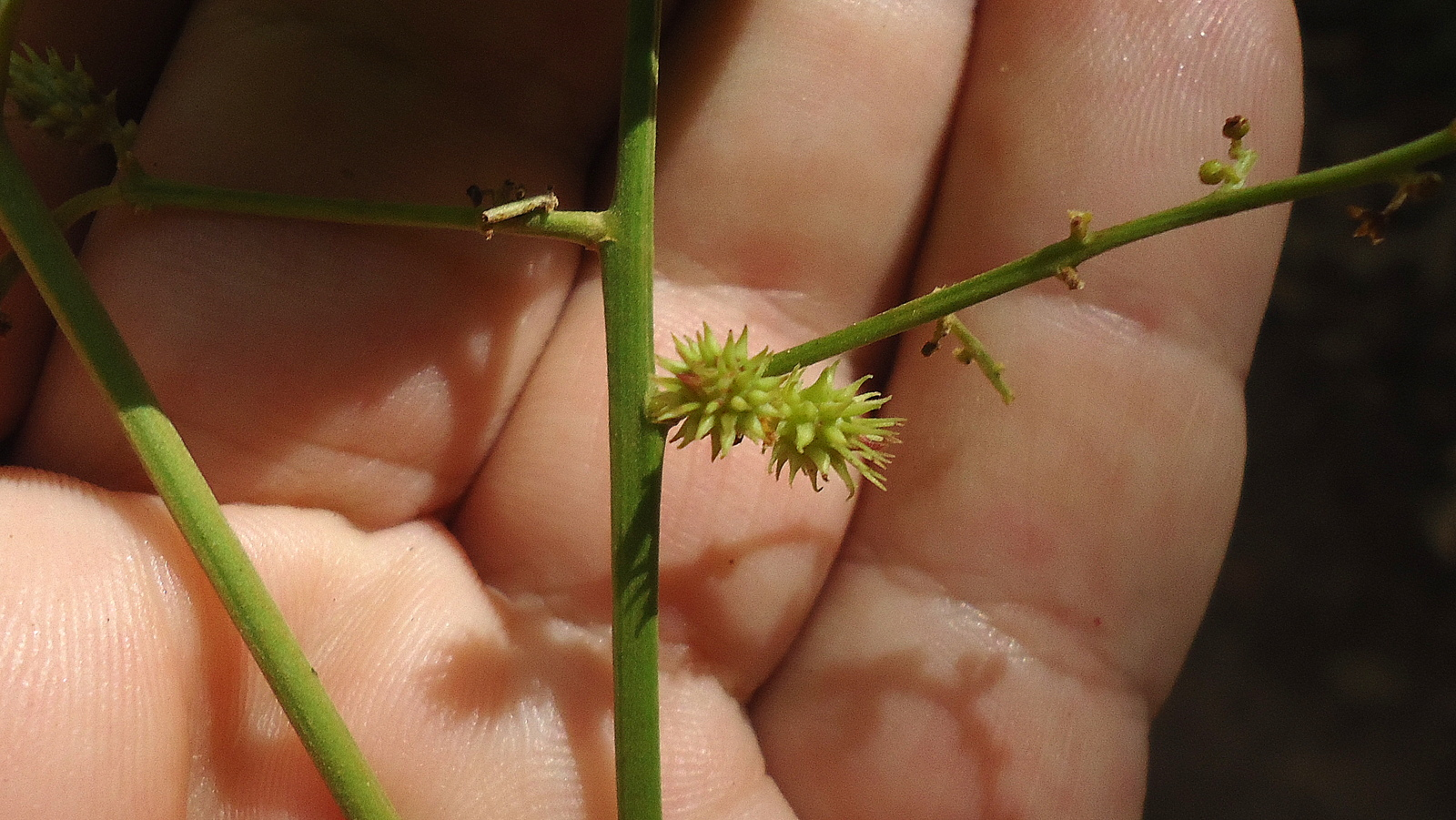
Galle sur Tapirira guianensis